# Phạm vi công cộng

Biểu tượng không chính thức chỉ một tác phẩm không thuộc bản quyền (copyright-free).

Phạm vi công cộng hay thuộc về công chúng (tiếng Anh: Public domain) bao gồm các kiến thức hay tác phẩm sáng tạo (đặc biệt là các công trình sáng tạo như văn học, nghệ thuật, âm nhạc, và phát minh) mà không một cá nhân hay một chủ thể luật pháp nào có thể thiết lập hay giữ quyền sở hữu. Các thông tin hay sự sáng tạo này được coi như là một phần của văn hóa và di sản tri thức chung của nhân loại, mà bất cứ ai cũng có thể sử dụng và thu lợi.
Nếu một công trình không thuộc phạm vi công cộng, nó có thể là sở hữu của các cá nhân thể hiện qua quyền tác giả hay bằng sáng chế. Thành viên của cộng đồng nói chung có thể bị hạn chế sử dụng những công trình này. Tuy nhiên, khi bản quyền hay sở hữu trí tuệ hết hạn, công trình sẽ thuộc phạm vi công cộng và có thể được sử dụng không bị hạn chế bởi tất cả mọi người.
Vì các quyền khác nhau tùy theo quốc gia và khu vực pháp lý nên một tác phẩm có thể được bảo hộ quyền ở một quốc gia và thuộc phạm vi công cộng ở một quốc gia khác. Một số quyền phụ thuộc vào việc đăng ký theo từng quốc gia cụ thể, ví dụ như một ấn bản có thể là một tác phẩm thuộc phạm vi công cộng ở nước A nhưng lại không thuộc phạm vi công cộng ở các nước khác.